# Маунтінбург (Арканзас)
Маунтінбург (англ. Mountainburg) — місто (англ. city) в США, в окрузі Кроуфорд штату Арканзас. Населення — 528 осіб (2020).

## Географія
Маунтінбург розташований на висоті 229 метрів над рівнем моря за координатами 35°38′10″ пн. ш. 94°10′5″ зх. д. / 35.63611° пн. ш. 94.16806° зх. д. (35.636005, -94.168083).  За даними Бюро перепису населення США в 2010 році місто мало площу 3,90 км², уся площа — суходіл.

## Демографія
Згідно з переписом 2010 року, у місті мешкала 631 особа в 270 домогосподарствах у складі 160 родин. Густота населення становила 162 особи/км².  Було 315 помешкань (81/км²). 
Расовий склад населення:
| - 95,6 % — білих - 3,0 % — корінних американців - 0,2 % — азіатів |

До двох чи більше рас належало 1,3 %. Іспаномовні складали 0,5 % від усіх жителів.
За віковим діапазоном населення розподілялося таким чином: 26,0 % — особи молодші 18 років, 59,9 % — особи у віці 18—64 років, 14,1 % — особи у віці 65 років та старші. Медіана віку мешканця становила 36,5 року. На 100 осіб жіночої статі у місті припадало 96,6 чоловіків;  на 100 жінок у віці від 18 років та старших — 101,3 чоловіків також старших 18 років.
Середній дохід на одне домашнє господарство  становив 40 797 доларів США (медіана — 33 125), а середній дохід на одну сім'ю — 48 442 долари (медіана — 47 829). За межею бідності перебувало 15,6 % осіб, у тому числі 16,1 % дітей у віці до 18 років та 17,1 % осіб у віці 65 років та старших.
Цивільне працевлаштоване населення становило 202 особи. Основні галузі зайнятості: освіта, охорона здоров'я та соціальна допомога — 25,2 %, роздрібна торгівля — 16,8 %, виробництво — 14,9 %.
За даними перепису населення 2000 року в Маунтінбурзі проживало 682 особи, 179 сімей, налічувалося 271 домашнє господарство і 298 житлових будинків. Середня густота населення становила близько 18 4,3 людини на один квадратний кілометр. Расовий склад Маунтінбурга за даними перепису розподілився таким чином: 95,45 % білих, 0,15 % — чорних або афроамериканців, 3,08 % — корінних американців, 0,15 % — вихідців з тихоокеанських островів, 0,59 % — представників змішаних рас, 0,59 % — інших народів. Іспаномовні склали 0,59 % від усіх жителів міста.
З 271 домашніх господарств в 35,8 % — виховували дітей віком до 18 років, 52,0 % представляли собою подружні пари, які спільно проживали, в 10,7 % сімей жінки проживали без чоловіків, 33,6 % не мали сімей. 30,6 % від загального числа сімей на момент перепису жили самостійно, при цьому 16,2 % склали самотні літні люди у віці 65 років та старше. Середній розмір домашнього господарства склав 2,52 особи, а середній розмір родини — 3,15 особи.
Населення міста за віковою діапазону за даними перепису 2000 розподілилося таким чином: 29,2 % — жителі молодше 18 років, 8,2 % — між 18 і 24 роками, 26,4 % — від 25 до 44 років, 20,8 % — від 45 до 64 років і 15,4 % — у віці 65 років та старше. Середній вік мешканця склав 34 роки. На кожні 100 жінок в Маунтінбурзі припадало 97,1 чоловіків, у віці від 18 років та старше — 89,4 чоловіків також старше 18 років.
Середній дохід на одне домашнє господарство в місті склав 25 446 доларів США, а середній дохід на одну сім'ю — 33 295 доларів. При цьому чоловіки мали середній дохід в 24 375 доларів США на рік проти 21 806 доларів середньорічного доходу у жінок. Дохід на душу населення в місті склав 14 445 доларів на рік. 12,0 % від усього числа сімей в окрузі і 17,3 % від усієї чисельності населення перебувало на момент перепису населення за межею бідності, при цьому 22,2 % з них були молодші 18 років і 20,1 % — у віці 65 років та старше.